# Ригал (Минесота)
Ригал (енгл. Regal) град је у америчкој савезној држави Минесота.

## Демографија
По попису из 2010. године број становника је 34, што је 6 (-15,0%) становника мање него 2000. године.
| Група             | 2000.      | 2010.       |
| Белци             | 39 (97,5%) | 34 (100,0%) |
| Афроамериканци    | 0 (0,0%)   | 0 (0,0%)    |
| Азијати           | 1 (2,5%)   | 0 (0,0%)    |
| Хиспаноамериканци | 0 (0,0%)   | 0 (0,0%)    |
| Укупно            | 40         | 34          |